# Ausnehmen

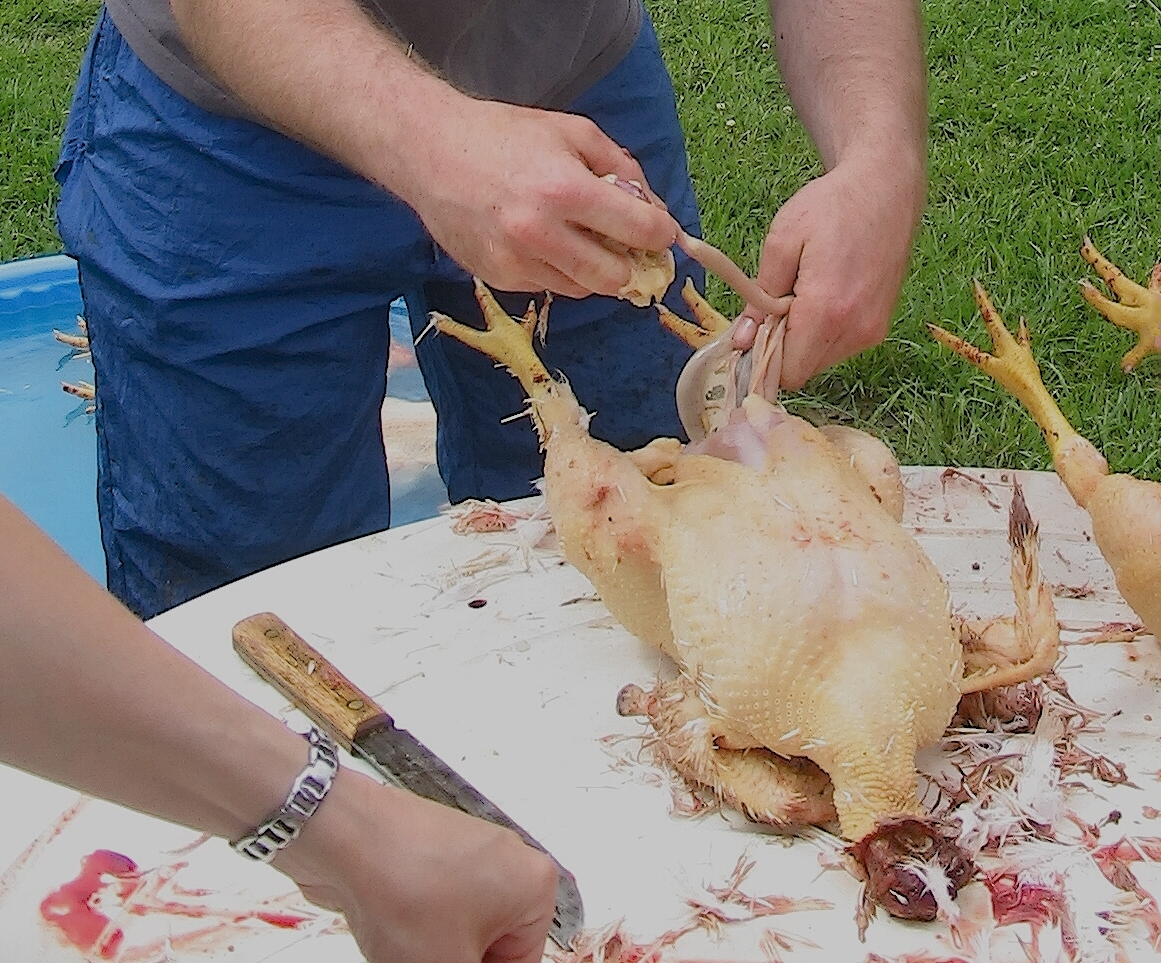
Ausnehmen von Hühnern

Als Ausnehmen oder Ausweiden, jagdlich Aufbrechen bezeichnet man ein Vorbereitungsverfahren in der Lebensmittelherstellung.
Im übertragenen Sinn bedeutet es auch, jemanden finanziell zu übervorteilen.

## Vorgehen
Beim Ausnehmen entfernt man die Eingeweide oder das Gescheide von Tieren wie zum Beispiel Schlachttieren, Wild, Geflügel und Fisch.
Das Ausnehmen wird stets so vorgenommen, dass die zu entnehmenden Organe nicht verletzt oder beschädigt werden. Einerseits können bestimmte Organe noch zu Lebensmitteln weiterverarbeitet werden, andererseits kann die Beschädigung von z. B. Magen und Darm zur Kontamination des Muskelfleisches (als Lebensmittel) mit Krankheitserregern führen.
Die Gewinnung von Muskelfleisch bezeichnet man dagegen als Auslösen (jagdlich Zerwirken).
In der Medizin wird dieser Vorgang auch Exenteration bezeichnet.